# M&M’s

Logo M&M’s

Unter dem Markennamen M&M’s stellt das Unternehmen Mars Inc. bunte, mit Zucker umhüllte Schokolinsen her. Die Bezeichnung steht für „Mars & Murrie’s“ nach Forrest E. Mars, dem Erfinder der M&M’s, und dessen Geschäftspartner Bruce Murrie.

## Variationen
Auf dem deutschen Markt sind hauptsächlich folgende Variationen erhältlich:
- Choco (braune Verpackung);
- Peanut (schokoladeumschlossene Erdnüsse, gelbe Verpackung);
- Crispy (süße Knusperreis-Kügelchen, blaue Verpackung);
- Salted Caramel (gesalzenes Karamell, türkise Verpackung[2]).

In den USA und in Kanada sind außerdem M&M’s mit Mandeln, Erdnussbutterkügelchen, Salzbrezel sowie aus Zartbitter- oder Minzschokolade erhältlich. Auch Sondereditionen zu besonderen Anlässen, wie beispielsweise aus weißer Schokolade mit Minze zu Weihnachten oder mit Honig-, Kaffee- oder Chiligeschmack (anlässlich des 75. Jubiläums von M&M's in den USA im Jahr 2016) werden immer wieder über einen limitierten Zeitraum im Handel angeboten. In Frankreich gibt es bohnenförmige, deren Schokolade mehr Kakao enthält als die der normalen. Die Zuckerglasur ist üblicherweise rot, orange, blau, grün, gelb und dunkelbraun (bunt gemischt) und auf einer oder beiden Seiten mit einem kleinen, weißen M bedruckt. In Sonderauflagen existieren M&M’s in über 20 verschiedenen Farben (Schwarz, Dunkelgrün, Purpur, Gold, Weinrot, Türkis, Braun, Hellblau, Orange, Blau, helles Purpur, Pink, Weiß, Cremefarben, Wasserblau, Rot, Dunkelblau, Grün, Silber, dunkles Pink, Gelb, …) und können auf Kundenwunsch sogar einzelfarbig oder in speziellen Mischungen erworben werden, diese sind allerdings fast ausschließlich in den USA erhältlich.
Ein Konkurrenzprodukt zu M&M’s insbesondere im deutschsprachigen Raum sind Smarties, die vom europäischen Mars-Wettbewerber Nestlé vermarktet werden.

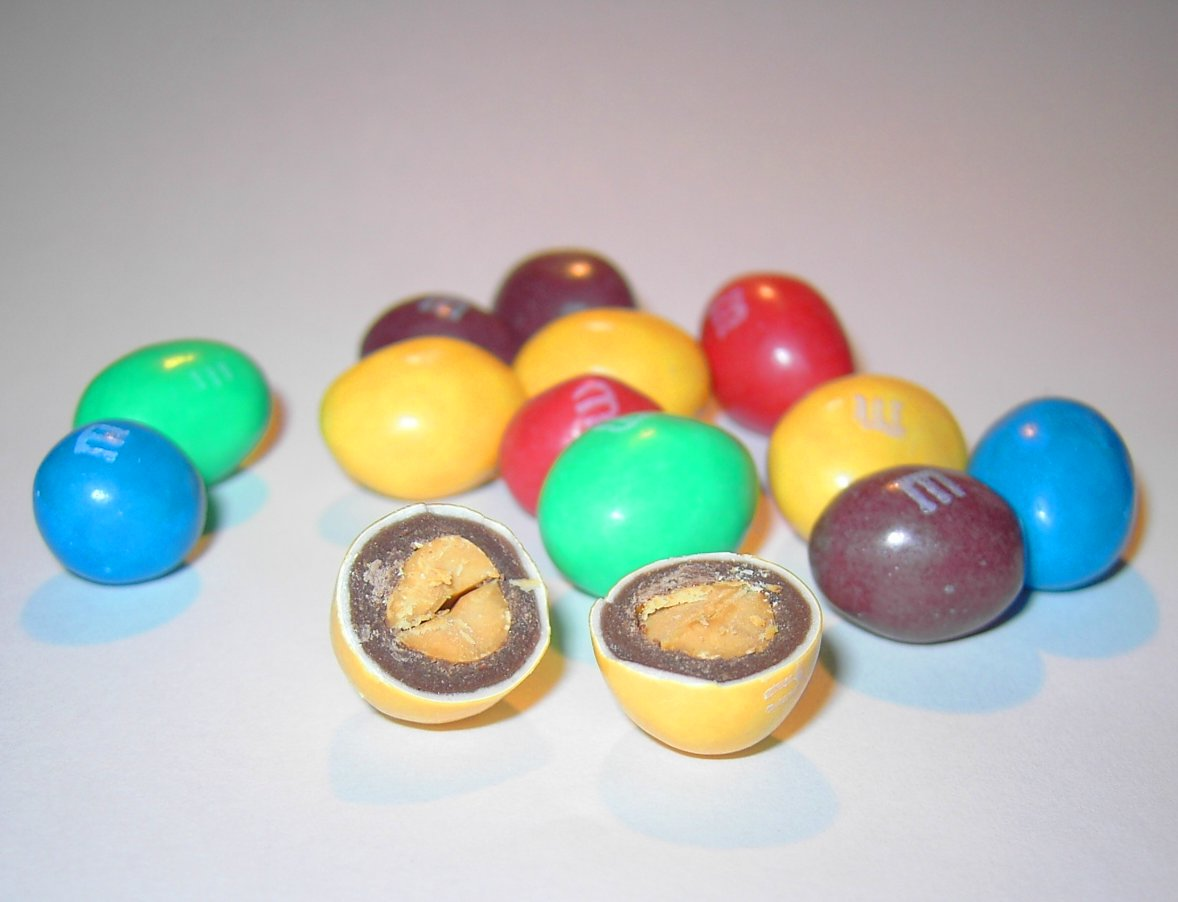
M&M’s Peanut (dt. Erdnuss)
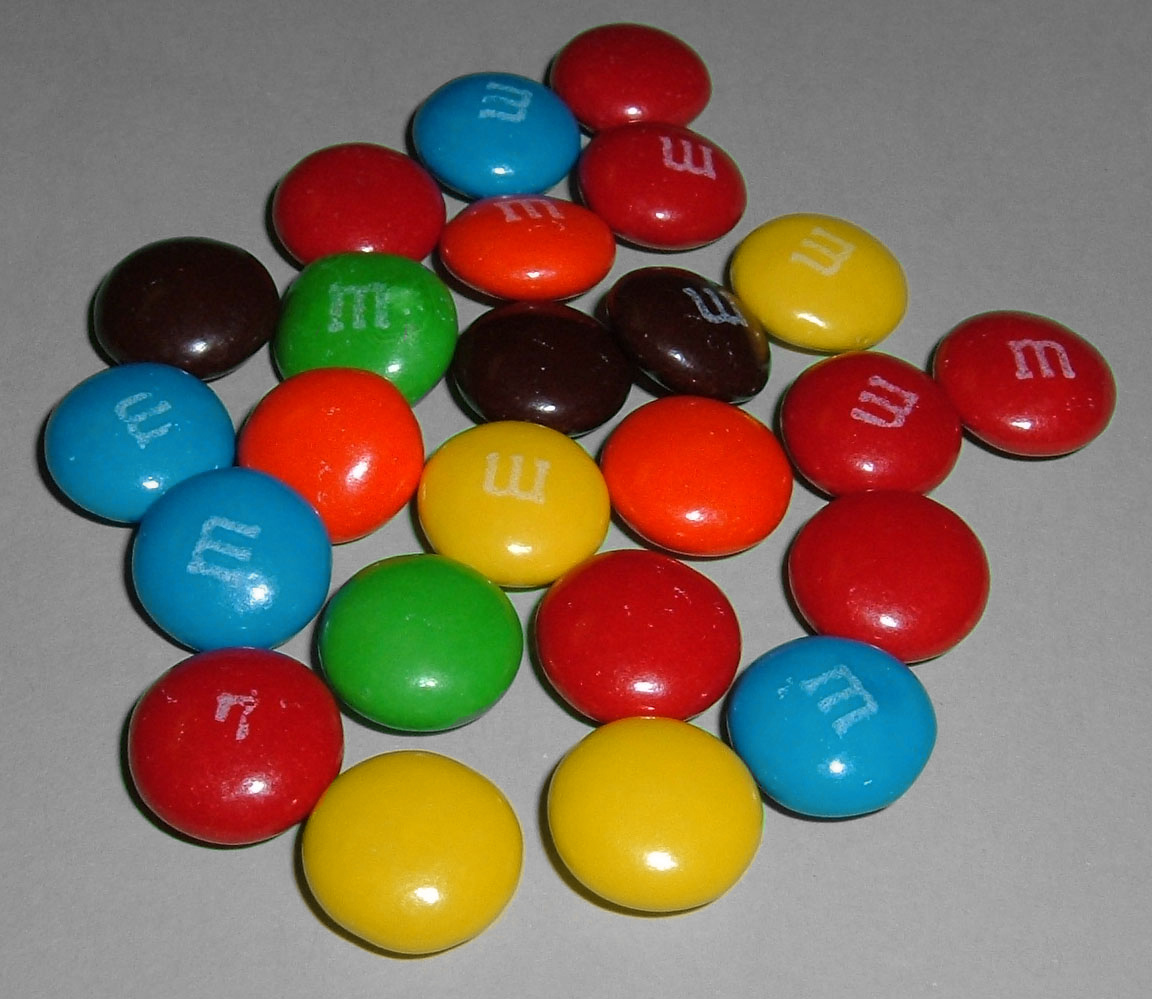
M&M’s Milk Chocolate (dt. Milchschokolade)
5 in den USA erhältliche M&M’s-Sorten

## Geschichte

Älteres Logo M&M’s

In den 1930er Jahren litten große Teile der USA unter einer extremen Hitzewelle. Forest Mars sr. stand vor einem Problem: Seine Schokolade schmolz – und damit auch sein Absatz. Die Lösung für sein Problem lieferten ihm Soldaten im spanischen Bürgerkrieg. Sie hatten Schokolinsen dabei, die von einer Zuckerschicht umgeben waren und dadurch nicht schmolzen.
M&M’s, auch MDM oder MnM’s genannt, wurden erstmals 1941 in den USA verkauft und anfänglich hauptsächlich an Soldaten im Zweiten Weltkrieg verteilt. Hier kamen sie gut an, da sie ihr Versprechen hielten, nicht zu schmelzen, wodurch sie auch gut transportiert werden konnten. Nach Kriegsende stieg die Popularität und Beliebtheit deutlich.
Seit 1975 gibt es M&M’s auch in Europa. 1976 fügte man orangefarbene M&M’s hinzu. Im selben Jahr waren die roten entfernt worden, da ein roter Farbstoff (Amaranth – der allerdings zum damaligen Zeitpunkt nicht in den M&M’s verwendet wurde) in der Öffentlichkeit zu Diskussionen führte – 1987 wurden aufgrund der hohen Nachfrage wieder rote M&M’s zum Farbmix gegeben. Diese enthalten derzeit den Farbstoff E120, der aus Läusen gewonnen wird. Mars plante bis Januar 2020 Titandioxid (E171) aus seinem Süßwarenportfolio in ganz Europa zu entfernen, der Grund war ein Verbot von Titandioxid in Lebensmitteln in Frankreich bzw. das allgemeine Verbot in der EU mit der Verordnung (EU) 2022/63 per Januar 2022.

## Treets
Treets war eine andere Marke der Mars Incorporated.
1954 kam in den USA M&M's Peanut, eine mit Erdnüssen gefüllte Variante der Schokolinsen, auf den Markt. In Deutschland, den Niederlanden, Frankreich und
Großbritannien wurde diese unter dem Namen Treets vertrieben.
Die Schokoladenglasur der Treets war im Vergleich zu späteren Produkten dünner, schmelzender und ungefärbt. Später kamen auch Bonitos hinzu, die gefärbt und mit einem aufgedruckten Smiley versehen waren.
1987 wurden beide Marken vom Markt genommen, um die Produktnamen für Schokolinsenprodukte weltweit einheitlich zu gestalten. Die Treets wurden durch die Erdnuss-M&M’s (gelbe Packung) und die Bonitos durch die Schokoladen-M&M’s (braun) ersetzt. Als Marketingaktion kam Treets 2009, zum 30. Geburtstag von Mars Deutschland, nochmals kurzzeitig in den Handel.
Die Marke Treets wurde danach von Katjes neu registriert und kam Ende 2018 in anderer, nun orangefarbener Verpackung wieder in den deutschen Einzelhandel.

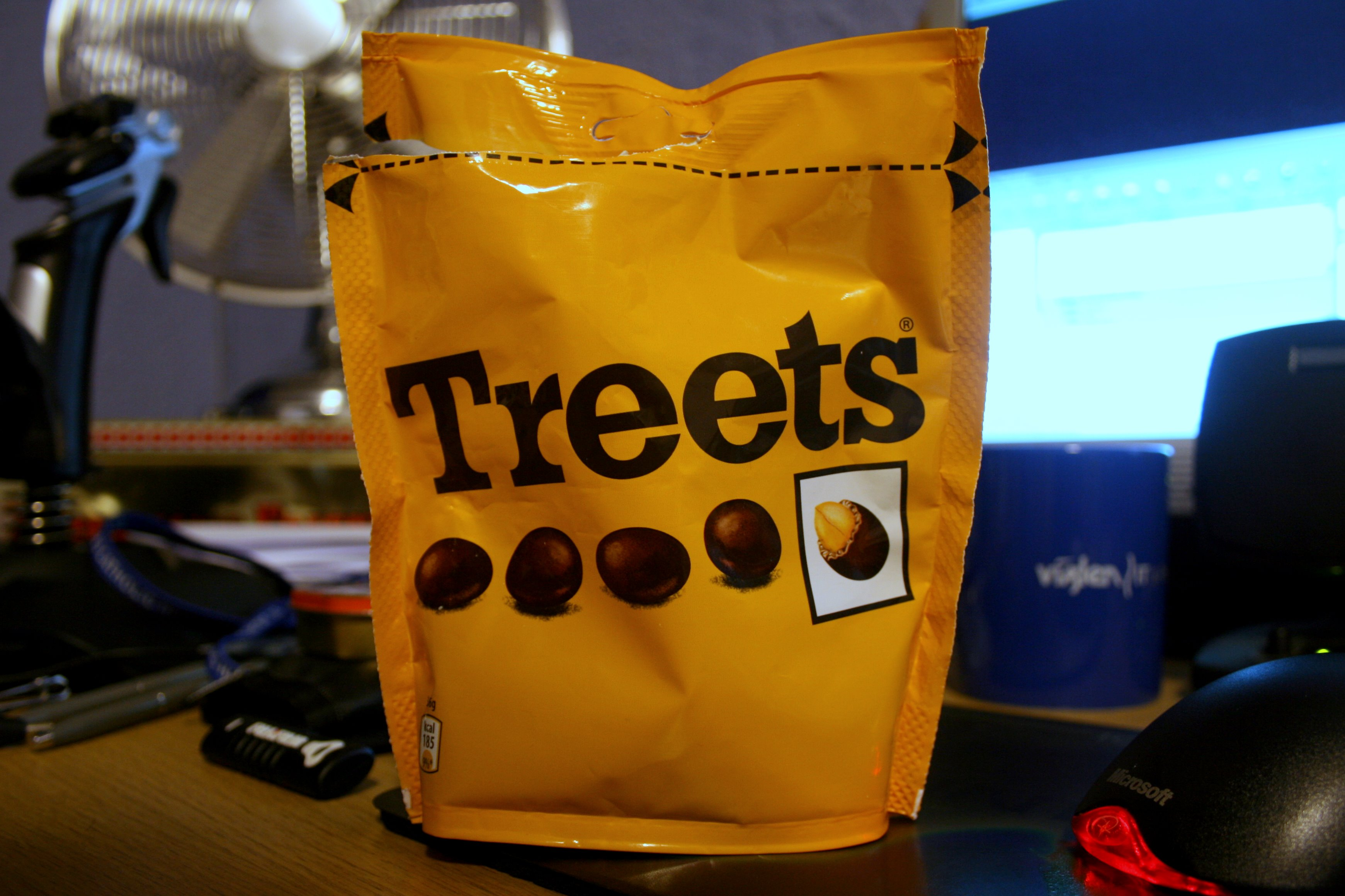
Treets (2009)
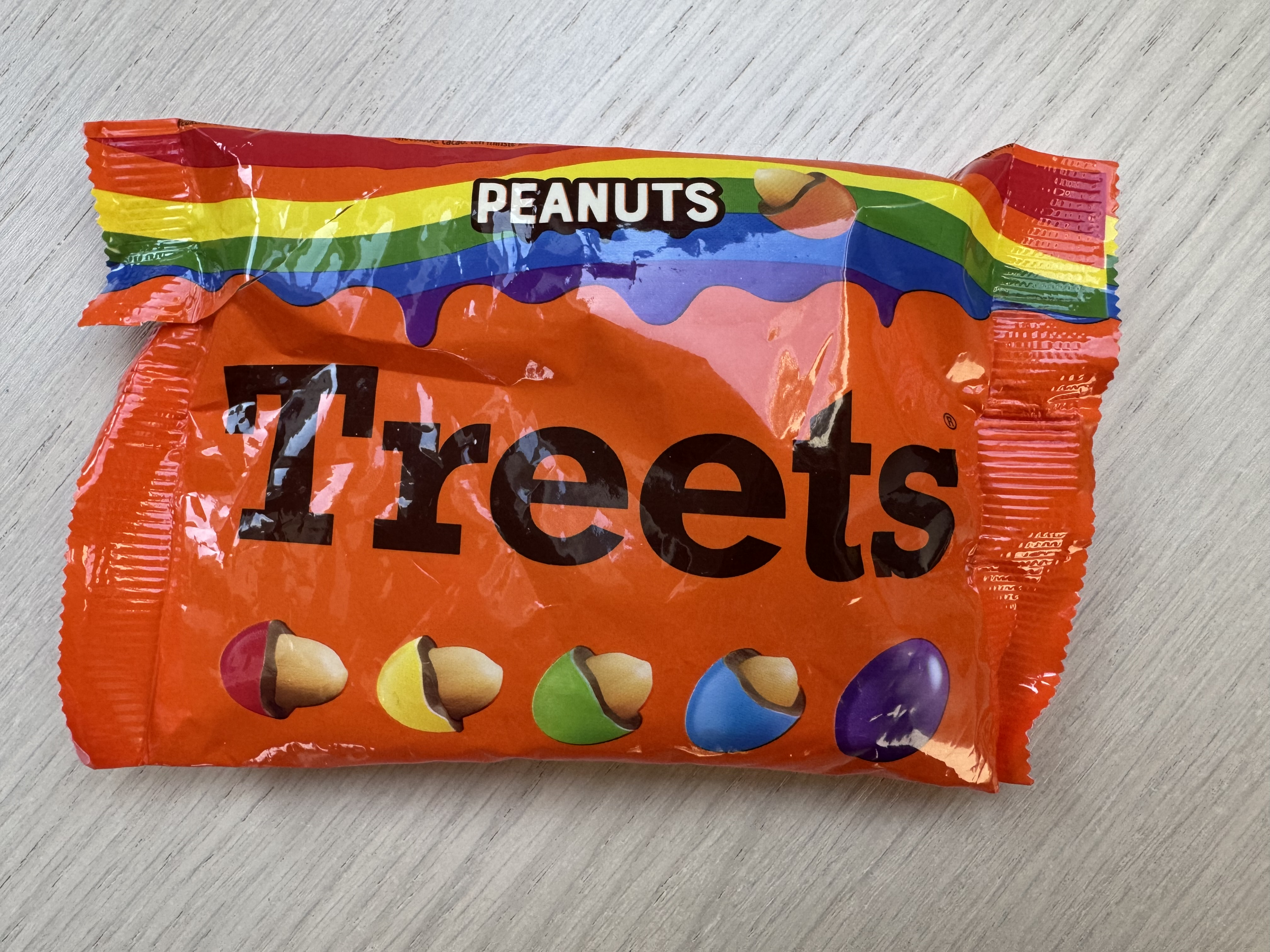
Treets (2025)

## Sonstiges

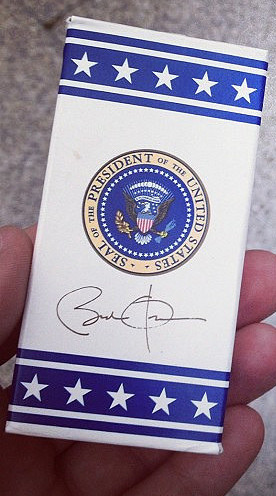
Präsidenten-M&M’s

- Treets waren und M&M’s sind mit einer Glasur aus Schellack versehen, die dazu dient, das Schmelzen der Schokolade zu verhindern. Diese Eigenschaft wurde mit den Werbeslogans „Treets schmilzt im Mund – und nicht in der Hand“ bzw. „M&M’s – schmelzen im Mund, nicht in der Hand“ besonders herausgestellt. Mittlerweile wird pflanzliches Carnaubawachs verwendet.
- Eine typische Produktlinienerweiterung sind M&M’s-Schokoriegel.
- Unter dem Namen „M&M’s-World“ gibt es mehrere Themen-Geschäfte, die ausschließlich M&M’s-Merchandising anbieten.
- Die M&M’s waren auch schon auf einem anderen Schokoriegel zu bekommen: dem „Cookies/Bisc &“-Riegel, den es heute nicht mehr gibt.
- Seit 2009 werden die Schokolinsen M&M’s auch als kundenindividuelle Massenproduktion angeboten. Damit hat der Kunde die Möglichkeit, M&M’s mit individueller Aufschrift zu bestellen.[14]
- Gäste des Präsidenten der Vereinigten Staaten erhalten an Bord der Air Force One, im Weißen Haus und andernorts M&M’s in den Farben rot, weiß und blau. Diese gibt es seit 1988 und ersetzten Zigaretten als Geschenk des Präsidenten.[15]

## Farbwechsel bei den M&M’s
Jede M&M’s-Tüte bestand immer aus mindestens fünf Farben. Als Rot 1976 vom Markt genommen wurde, wurden sie durch die orangefarbenen M&M’s ersetzt. Seit deren Wiedereinführung wurden daraus sechs verschiedene Farbrichtungen. Die letzte farbliche Änderung fand 1995 statt, als die lohfarbenen M&M’s durch die blauen ersetzt wurden.